# Adriana Villagrán
Pour les articles homonymes, voir Villagrán.
Adriana Villagrán (née le 7 août 1956) est une joueuse de tennis argentine, professionnelle dans les années 1980. Elle est aussi connue sous son nom de femme mariée, Adriana Villagrán-Reami.
En 1980, avec sa compatriote Ivanna Madruga, elle s'est hissée en finale du double dames à Roland-Garros (défaite contre Kathy Jordan et Anne Smith). Sur le circuit WTA, elle a atteint sept autres finales (dont deux en simple), sans toutefois parvenir à s'imposer.
Adriana Villagrán a enfin représenté son pays en Coupe de la Fédération de 1979 à 1985. 

## Palmarès

### Titre en simple dames
Aucun

### Finales en simple dames
| No | Date       | Nom et lieu du tournoi                     | Catégorie | Dotation | Surface         | Vainqueure      | Score         |          |
| -- | ---------- | ------------------------------------------ | --------- | -------- | --------------- | --------------- | ------------- | -------- |
| 1  | 09/07/1984 | Santista Textile Open, Rio de Janeiro      |           | 50 000 $ | Dur (ext.)      | Sandra Cecchini | 6-3, 6-3      | Parcours |
| 2  | 06/10/1986 | Taipei International Championships, Taïwan |           | 50 000 $ | Moquette (int.) | Patricia Hy     | 6-7, 6-2, 6-3 | Parcours |

### Titre en double dames
Aucun

### Finales en double dames
| No | Date       | Nom et lieu du tournoi     | Catégorie  | Dotation  | Surface      | Vainqueures                     | Partenaire     | Score    |          |
| -- | ---------- | -------------------------- | ---------- | --------- | ------------ | ------------------------------- | -------------- | -------- | -------- |
| 1  | 05/05/1980 | Italian Open Pérouse       |            | 100 000 $ | Terre (ext.) | Hana Mandlíková Renáta Tomanová | Ivanna Madruga | 6-4, 6-4 | Parcours |
| 2  | 26/05/1980 | Roland-Garros Paris        | G. Chelem  | 250 000 $ | Terre (ext.) | Kathy Jordan Anne Smith         | Ivanna Madruga | 6-1, 6-0 | Parcours |
| 3  | 01/10/1984 | Borden Classic Tokyo       | VS Tour C1 | 50 000 $  | Dur (ext.)   | Mercedes Paz Ronni Reis         | Emilse Raponi  | 6-4, 7-5 | Parcours |
| 4  | 08/10/1984 | Japan Open Tokyo           |            | 50 000 $  | Dur (ext.)   | Betsy Nagelsen Candy Reynolds   | Emilse Raponi  | 6-3, 6-2 | Parcours |
| 5  | 06/05/1985 | Barcelona Barcelone        |            | 50 000 $  | Terre (ext.) | Petra Delhees Pat Medrado       | Penny Barg     | 6-1, 6-0 | Parcours |
| 6  | 10/12/1985 | Nutri-Metics Open Auckland |            | 50 000 $  | Gazon (ext.) | Anne Hobbs Candy Reynolds       | Lea Antonoplis | 6-1, 6-3 | Parcours |

## Parcours en Grand Chelem

### En simple dames
| Année | Open d'Australie (janvier) | Open d'Australie (janvier) | Internationaux de France | Internationaux de France | Wimbledon       | Wimbledon        | US Open         | US Open         | Open d'Australie (décembre) | Open d'Australie (décembre) |
| ----- | -------------------------- | -------------------------- | ------------------------ | ------------------------ | --------------- | ---------------- | --------------- | --------------- | --------------------------- | --------------------------- |
| 1979  | n/a                        | n/a                        | 1er tour (1/32)          | Betty-Ann Stuart         | -               | -                | -               | -               | -                           | -                           |
| 1984  | n/a                        | n/a                        | -                        | -                        | -               | -                | 1er tour (1/64) | Tine Scheuer    | 1er tour (1/32)             | Marcella Mesker             |
| 1985  | n/a                        | n/a                        | 3e tour (1/16)           | Debbie Spence            | 2e tour (1/32)  | Elise Burgin     | 2e tour (1/32)  | C. Kohde-Kilsch | -                           | -                           |
| 1986  | n/a                        | n/a                        | 1er tour (1/64)          | Mima Jaušovec            | 2e tour (1/32)  | Kathleen Horvath | 1er tour (1/64) | Pascale Paradis | n/a                         | n/a                         |
| 1987  | -                          | -                          | 2e tour (1/32)           | M. Navrátilová           | 1er tour (1/64) | Steffi Graf      | 1er tour (1/64) | D. Van Rensburg | n/a                         | n/a                         |
| 1988  | -                          | -                          | 1er tour (1/64)          | Karine Quentrec          | 2e tour (1/32)  | Julie Salmon     | 1er tour (1/64) | Carling Bassett | n/a                         | n/a                         |
| 1989  | -                          | -                          | 2e tour (1/32)           | Jo-Anne Faull            | -               | -                | -               | -               | n/a                         | n/a                         |

À droite du résultat, l’ultime adversaire.

### En double dames
| Année | Open d'Australie (janvier) | Open d'Australie (janvier) | Internationaux de France      | Internationaux de France   | Wimbledon                    | Wimbledon                   | US Open                      | US Open                   | Open d'Australie (décembre) | Open d'Australie (décembre) |
| ----- | -------------------------- | -------------------------- | ----------------------------- | -------------------------- | ---------------------------- | --------------------------- | ---------------------------- | ------------------------- | --------------------------- | --------------------------- |
| 1979  | n/a                        | n/a                        | 1er tour (1/16) N. Fuchs      | D. Fromholtz Marise Kruger | -                            | -                           | -                            | -                         | -                           | -                           |
| 1980  | n/a                        | n/a                        | Finale I. Madruga             | Kathy Jordan Anne Smith    | 1er tour (1/32) I. Madruga   | Chris Newton Jenny Walker   | -                            | -                         | -                           | -                           |
| 1981  | n/a                        | n/a                        | 1er tour (1/32) I. Madruga    | C. Reynolds Paula Smith    | -                            | -                           | -                            | -                         | -                           | -                           |
| 1985  | n/a                        | n/a                        | 1/4 de finale Penny Barg      | Kohde-Kilsch Helena Suková | 1er tour (1/32) Penny Barg   | Hetherington Gretchen Rush  | 1er tour (1/32) A. Temesvári | Lori McNeil Kim Sands     | -                           | -                           |
| 1986  | n/a                        | n/a                        | 1er tour (1/32) B. Cordwell   | Steffi Graf G. Sabatini    | 2e tour (1/16) B. Cordwell   | Zina Garrison Kathy Rinaldi | 2e tour (1/16) Csilla Bartos | Lori McNeil C. Suire      | n/a                         | n/a                         |
| 1987  | -                          | -                          | 1er tour (1/32) Iva Budařová  | Jana Novotná C. Suire      | 1er tour (1/32) Iva Budařová | M. L. Piatek Anne White     | 2e tour (1/16) Neige Dias    | Navrátilová Pam Shriver   | n/a                         | n/a                         |
| 1988  | -                          | -                          | 1er tour (1/32) Elly Hakami   | Steffi Graf G. Sabatini    | 1er tour (1/32) Gisele Miro  | C. Reynolds Paula Smith     | 1er tour (1/32) G. Mosca     | Jana Novotná C. Suire     | n/a                         | n/a                         |
| 1989  | -                          | -                          | 2e tour (1/16) Bettina Fulco  | Steffi Graf G. Sabatini    | -                            | -                           | 1er tour (1/32) Elly Hakami  | C. Lindqvist C. MacGregor | n/a                         | n/a                         |
| 1990  | -                          | -                          | 1er tour (1/32) M. Frimmelova | P. Paradis C. Suire        | -                            | -                           | -                            | -                         | n/a                         | n/a                         |

Sous le résultat, la partenaire ; à droite, l’ultime équipe adverse.

### En double mixte
| Année | Open d'Australie (janvier), | Open d'Australie (janvier), | Internationaux de France    | Internationaux de France | Wimbledon | Wimbledon | US Open | US Open | Open d'Australie (décembre), | Open d'Australie (décembre), |
| ----- | --------------------------- | --------------------------- | --------------------------- | ------------------------ | --------- | --------- | ------- | ------- | ---------------------------- | ---------------------------- |
| 1980  | n/a                         | n/a                         | 1er tour (1/16) J. Santiago | Anne Smith Billy Martin  | -         | -         | -       | -       | n/a                          | n/a                          |
| 1985  | n/a                         | n/a                         | 3e tour (1/8) Cássio Motta  | C. Tanvier Mike Bauer    | -         | -         | -       | -       | n/a                          | n/a                          |
| 1986  | n/a                         | n/a                         | 1er tour (1/32) M. Bahrami  | C. Tanvier M. Kratzmann  | -         | -         | -       | -       | n/a                          | n/a                          |

Sous le résultat, le partenaire ; à droite, l’ultime équipe adverse.

## Parcours en Coupe de la Fédération
| #                                                                      | Date       | Lieu        | Surface      | Gagnante(s)                       | Perdante(s)                            | Score           |          |
|                                                                        |            |             |              |                                   |                                        |                 |          |
| 1979 - 1er tour (groupe mondial) - Argentine - Pays-Bas - 0 : 3        |            |             |              |                                   |                                        |                 |          |
| 1                                                                      | 30/04/1979 | Madrid      | Terre (ext.) | Marcella Mesker Betty Stöve       | Viviana Gonzalez Adriana Villagrán     | 6-0, 6-4        | Parcours |
|                                                                        |            |             |              |                                   |                                        |                 |          |
| 1980 - 1er tour (groupe mondial) - Argentine - Pays-Bas - 2 : 1        |            |             |              |                                   |                                        |                 |          |
| 2                                                                      | 19/05/1980 | Berlin      | Terre (ext.) | Marcella Mesker Elly Appel        | Liliana Giussani Adriana Villagrán     | 6-1, 7-5        | Parcours |
|                                                                        |            |             |              |                                   |                                        |                 |          |
| 1980 - 2e tour (groupe mondial) - Argentine - Grande-Bretagne - 1 : 2  |            |             |              |                                   |                                        |                 |          |
| 3                                                                      | 19/05/1980 | Berlin      | Terre (ext.) | Sue Barker                        | Adriana Villagrán                      | 5-7, 7-6, 6-2   | Parcours |
| 3                                                                      | 19/05/1980 | Berlin      | Terre (ext.) | Sue Barker Virginia Wade          | Ivanna Madruga Adriana Villagrán       | 5-7, 6-2, 6-4   | Parcours |
|                                                                        |            |             |              |                                   |                                        |                 |          |
| 1982 - 1er tour (groupe mondial) - Pérou - Argentine - 2 : 1           |            |             |              |                                   |                                        |                 |          |
| 4                                                                      | 19/07/1982 | Santa Clara | Dur (ext.)   | Laura Arraya Pilar Vásquez        | Ivanna Madruga-Osses Adriana Villagrán | 6-0, 6-4        | Parcours |
|                                                                        |            |             |              |                                   |                                        |                 |          |
| 1985 - 1er tour (groupe mondial) - Argentine - Pérou - 3 : 0           |            |             |              |                                   |                                        |                 |          |
| 5                                                                      | 08/10/1985 | Nagoya      | Dur (ext.)   | Adriana Villagrán                 | Pilar Vásquez                          | 7-66, 6-76, 8-6 | Parcours |
|                                                                        |            |             |              |                                   |                                        |                 |          |
| 1985 - 2e tour (groupe mondial) - Argentine - Nouvelle-Zélande - 2 : 1 |            |             |              |                                   |                                        |                 |          |
| 6                                                                      | 08/10/1985 | Nagoya      | Dur (ext.)   | Belinda Cordwell Julie Richardson | Gabriela Sabatini Adriana Villagrán    | 6-2, 6-2        | Parcours |
|                                                                        |            |             |              |                                   |                                        |                 |          |
| 1985 - 1/4 de finale (groupe mondial) - Argentine - États-Unis - 1 : 2 |            |             |              |                                   |                                        |                 |          |
| 7                                                                      | 08/10/1985 | Nagoya      | Dur (ext.)   | Kathy Jordan                      | Adriana Villagrán                      | 6-1, 6-1        | Parcours |
| 7                                                                      | 08/10/1985 | Nagoya      | Dur (ext.)   | Kathy Jordan Sharon Walsh         | Gabriela Sabatini Adriana Villagrán    | 5-7, 6-3, 6-4   | Parcours |

## Classements WTA

### Classements en simple en fin de saison
| Année | 1986 | 1987 | 1988 | 1989 | 1990 |
| Rang  | 110  | 119  | 113  | 212  | 485  |

Source : (en) « Classements de Adriana Villagrán », sur le site officiel du WTA Tour

### Classements en double en fin de saison
| Année | 1986 | 1987 | 1988 | 1989 | 1990 |
| Rang  | 115  | 124  | 143  | 132  | 176  |

Source : (en) « Classements de Adriana Villagrán », sur le site officiel du WTA Tour